# Вики Ветте
Вики Ветте (Vicky Vette, род. 12 июня 1965 года, Ставангер, Норвегия) — норвежско-канадская и американская порноактриса и вебкам-модель.

## Ранние годы

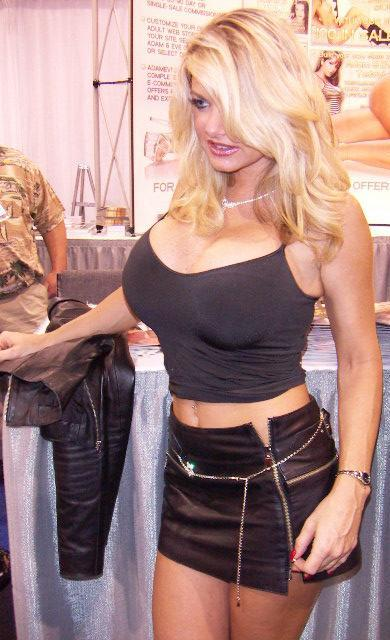
Вики Ветте в 2005 году

Родилась 12 июня 1965 года в Ставангере, Норвегия, но выросла в Канаде и США. В четыре с половиной года эмигрировала с семьей из Норвегии в Канаду, а затем переехала в Атланту, США.
Окончив образование, работала секретарем, бухгалтером, помощником юриста и помощником строительного подрядчика. В возрасте 21 года посещала общество анонимных алкоголиков и с тех пор не употребляет алкоголь.

## Карьера
В октябре 2002 года Ветте отправила фотографию для конкурса Hustler Beaver Hunt и выиграла. Первая сцена с её участием была снята 31 мая 2003 года, менее чем за две недели до её 38-летия. Летом 2006 года Ветте прекратила сниматься для других студий и с тех пор снималась исключительно для своего собственного сайта.
У Ветте есть серия взрослых игрушек под названием «Vicky Quickie», выпускаемая во всем мире компанией Doc Johnson. Она управляет сетью сайтов для взрослых под названием VNA Network, с участием таких звёзд, как Никки Бенц, Пума Свид и Джулия Энн.

## Личная жизнь
29 января 2006 года Ветт объявила, что она разводится со своим мужем Фрэнком, ссылаясь на 18 лет физического и психического насилия в качестве причины. На следующий день сообщалось, что Фрэнка нашли мертвым в доме друга, где он остановился. Пара была свингерами более 15 лет и выступала вместе в видео и на веб-камеру для сайта Ветте.

## Награды и номинации
| Год  | Результат | Награда                | Фильм           |
| ---- | --------- | ---------------------- | --------------- |
| 2005 | Номинация | Лучшая новая старлетка | н/д             |
| 2005 | Победа    | Best Tease Performance | Metropolis      |
| 2006 | Номинация | Best Solo Sex Scene    | Vault of Whores |
| 2011 | Номинация | Best Web Star          | VickyAtHome.com |
| 2012 | Номинация | Best Solo Girl Website | VickyAtHome.com |
| 2013 | Номинация | Best Solo Girl Website | VickyAtHome.com |
| 2014 | Победа    | Best Solo Girl Website | VickyAtHome.com |
| 2015 | Номинация | Best Solo Girl Website | VickyAtHome.com |
| 2016 | Победа    | Best Solo Girl Website | VickyAtHome.com |
| 2016 | Победа    | Зал славы AVN          | н/д             |

| Год  | Результат | Награда                                 | Фильм           |
| ---- | --------- | --------------------------------------- | --------------- |
| 2004 | Номинация | Лучшая новая старлетка                  | н/д             |
| 2010 | Победа    | Лучшая актриса MILF (выбор поклонников) | н/д             |
| 2011 | Победа    | Best On-Line Presence (Fan’s Choice)    | н/д             |
| 2012 | Победа    | Social Media Star (Fan’s Choice)        | н/д             |
| 2012 | Номинация | Best Website (Individual Performer)     | VickyAtHome.com |
| 2012 | Номинация | Best Boobs                              | н/д             |
| 2012 | Победа    | Зал славы NightMoves                    | н/д             |
| 2013 | Номинация | Best Social Media Star                  | н/д             |
| 2014 | Победа    | Best Boobs (Fan’s Choice)               | н/д             |
| 2015 | Номинация | Best Boobs                              | н/д             |

| Год  | Результат | Награда                            | Фильм           |
| ---- | --------- | ---------------------------------- | --------------- |
| 2009 | Номинация | Web Babe/Starlet of the Year       | н/д             |
| 2010 | Номинация | Web Babe/Starlet of the Year       | н/д             |
| 2011 | Номинация | MILF Site of the Year              | VickyAtHome.com |
| 2012 | Победа    | Web Babe of the Year               | н/д             |
| 2013 | Номинация | Performer Site of the Year         | VickyAtHome.com |
| 2013 | Победа    | Web Star of the Year               | н/д             |
| 2014 | Победа    | Performer Site of the Year         | VickyAtHome.com |
| 2014 | Номинация | Web Star of the Year               | н/д             |
| 2015 | Номинация | Web Star of the Year               | н/д             |
| 2016 | Номинация | Web Star of the Year               | н/д             |
| 2016 | Номинация | Adult Site of the Year — Performer | VickyatHome.com |